# Апостолско прејемство
Апостолско прејемство (лат. successio — насљеђе) принцип је црквеног права којег признају и поштују Православна црква, Римокатоличка црква и Древноисточне цркве, а по коме црквена јерархија непосредно произилази из низа рукополагања које је успоставио сам Исус Христос преко апостола.
Једна од најважнијих гаранција очувања апостолског прејемства је законитост епископских рукополагања, односно њихова канонска хиротонија, којима се изражава јединство Цркве. Преко апостолског прејемства чува се заједница коју је успоставио Господ Исус Христос и тиме се осигурава њен историјски континуитет и њено својство тијела Христовог.

## Православна црква
Православна црква сматра да је апостолско прејемство очувано у свим њеним помјесним црквама, Католичкој цркви и древноисточним црквама. Клирици тих цркава могу бити примљени у Православну цркву у постојећем достојанству кроз чин покајања.
Још почетком 20. вијека, низ помјесних православних цркава (Цариградска, Јерусалимска, Александријска, Румунска, Кипарска) сматрале су да се апостолско прејемство очувало и у Цркви Енглеске. У данашње вријеме, због различитог поимања тајне свештенства православци не признају ваљаност њихових хиротонија.

## Католичка црква
Католичка црква сматра да је апостолско прејемство очувано у њој самој, Православној цркви и древноисточним црквама.
Као и Православна, и Католичка црква у данашње вријеме не признаје апостолско прејемство унутар Цркве Енглеске због различитог поимања тајне свештенства и англиканске бискупе и свештенике прима под своје окриље само као обичне вјернике. При томе, бивши англикански бискупи и свештеници могу постати католички свештеници примајући тајну свештенства, али не могу постати католички бискупи.

## Протестантизам
Већина протестантских теолога одбацује значај апостолског прејемства као симбола очувања и продужења апостолске службе. Мишљења су да бискупи и презвитери нису то због силе прејемства него захваљујући томе што су их изабрале црквене општине. Такво мишљење непосредно проистиче из протестантског учења о свештенству.
У савременим протестантским струјама (баптисти, пентекосталци, адвентисти итд.) не придају велики значај апостолском прејемству због тога што сматрају да се Божји благослов не заснива преко обреда хиротоније већ на вјерности служења библијским принципима и у манифестацији хришћанских врлина у животу човјека.
Традиционалне цркве не признају црквена својства протестантским општинама због тога што код њих не постоји апостолско прејемство у традиционалном смислу.